# 北辞郎
北辞郎（きたじろう）是一个在线中日辞典数据库。是由志愿者用户收集并添加新词条。相比传统词典，北辞郎中收录了很多新词汇与俗语。截止到2016年9月北辞郎已经收录了超过21万条词汇。